# Malta (Ohio)
Malta – wieś w Stanach Zjednoczonych, w stanie Ohio, w hrabstwie Morgan.